# In Forest
「IN FOREST」（イン・フォレスト）は、1998年11月11日に発表された日本のヴィジュアル系ロックバンド、La'cryma Christiの6枚目のシングル。発売元はポリグラム（ポリドール）。

## 概要
インディーズ時代に発表した楽曲「Forest」の、お蔵入りになっていたライブバージョンを、HIROが書き直したもの。TAKAの歌詞も大幅に変化している。オリコンチャート初登場8位。
- ジャケットの葡萄は、英訳である「grape」が発音によって「墓場」という意味の「grave」にも聞こえるので、「Lhasa」の世界観とかけている。武道館ライブの追加公演が決定したから、という理由は誤りである。
- アルバム『Lhasa』の2週前でのリリースだが、タイトル曲は収録されなかった。c/wはそのアルバムの表題曲のアンプラグド・ヴァージョン。
- C/Wの「Lhasa」のプロモーションビデオは、映画監督のヒグチンスキーが監督して撮影した。彼は後に「永遠」のPVも撮影している。

## 収録曲
1. IN FOREST
作詞 - TAKA / 作曲 - HIRO
テレビ朝日系列『ビートたけしのTVタックル』エンディングテーマ（1998年10月〜12月）
2. Lhasa (unplugged)
作詞 - TAKA / 作曲 - HIRO
日本テレビ系列『どっちの料理ショー』エンディングテーマ[要出典]。
3. IN FOREST (unvocal version)
4. Lhasa (unplugged) (unvocal version)

## 楽曲の収録作品
- Lhasa（#2、オリジナルヴァージョン）
- Single Collection（#1,2）
- Sound & Vision THE SINGLES + Selection from Live “DECADE”（#1,2）
- La'cryma Christi Singles + Clips （#1,2）